# Phenacharopa
Phenacharopa is een geslacht van weekdieren uit de klasse van de Gastropoda (slakken).

## Soorten
- Phenacharopa novoseelandica (L. Pfeiffer, 1853)
- Phenacharopa pseudanguicula (Iredale, 1913)